# Білюшок Морзе
Білюшок Морзе (Leptidea morsei) — вид метеликів родини біланових (Pieridae).

## Назва
Вид названий на честь Семюела Морзе — англійського художника XIX століття, винахідника телеграфу.

## Опис
Розмах крил 46-54 мм. Основний фон забарвлення крил — білий. Передні крила біля вершини витягнуті, мають увігнутий зовнішній край. На передньому крилі у самця є темна пляма біля вершини. У метеликів весняного покоління основний фон заднього крила на нижній стороні сірувато-вохристий, а у особин літнього покоління — білий. У Східній Європі поширений підвид Leptidea morsei major, що відрізняється від номінального Leptidea morsei morsei меншим розміром і відсутністю жовтого відтінку на нижньому боці задніх крил в особин весняного покоління.

## Поширення
Вид поширений у Центральній і Східній Європі, та Північній Азії від Австрії до Японії. В Україні трапляється на півдні у степовій зоні, рідше у лісостепу.

## Спосіб життя
Метелики літають з квітня по липень. Трапляються на різнотравних луках, галявинах, узліссі, обабіч доріг. Гусениця живе з травня по серпень. Кормовими рослина є чина та вика. Зимує лялечка.